# 村上実
村上 実（旧字体表記：村上 實、むらかみ みのる、1906年8月12日 - 1999年5月4日）は、兵庫県出身のプロ野球監督、実業家。

## 来歴・人物
小学校時代の友人に、関西大学野球部監督、大阪タイガース二軍監督などを歴任する森田忠勇がいる。旧制天王寺中学で三塁手を務める。
慶應義塾大学野球部マネージャを経て、1932年にに阪神急行電鉄（現：阪急阪神ホールディングス・阪急電鉄）に入社する。1936年にはプロ野球球団阪急軍の創設に尽力する。球団代表に就任して25年間球団経営に携わった。
1937年には、秋季シーズンの監督を務める。初代阪急軍の監督である三宅大輔がこのシーズンも指揮を執るはずであったが、三宅の一切の妥協を許さぬ厳格な姿勢が選手達からの猛反発を受けてしまい、三宅は解任に追い込まれたために4試合目からの途中就任であった。このシーズンは投手陣の踏ん張りが弱かったことに祟られて8チーム中7位の成績に終わり、シーズン終了後に監督を辞任。村上の後任はチームの主力である山下実がプレーイングマネージャーとして監督に就任した。
しかし、1939年5月5日に山下実の途中解任を受け、2度目の監督に就任する。この年はチーム最多勝の17勝を挙げ、防御率でもリーグ2位(1.60)の活躍を見せた高橋敏（高橋はこのシーズンでは打撃面でも.277の好打率をマークしている）を筆頭に、同じく防御率7位(2.16)に入った重松通雄や石田光彦、森弘太郎といった投手陣の奮闘、打線でも山下実、山下好一、上田藤夫、黒田健吾に、この年入団した伊東甚吉と日比野武といったルーキー等を始め、この年30盗塁を決めて盗塁王を獲得した山田伝の活躍もあり、シーズン3位の好成績を収めた。しかし（この年リーグ優勝を果たした）巨人軍から1勝もできず、阪急の「商売敵」でこのシーズンを2位で終えたタイガースの後塵を拝した。村上は再びこの年限りで監督解任となった。
戦後の1950年に、日本野球連盟が2リーグ制分裂した際、パリーグ理事長も務め、2リーグ制・フランチャイズ制・コミッショナー制の確立に貢献した。
1963年には、阪急傘下の能勢電気軌道（現：能勢電鉄）専務取締役に就任した。1966年には社長に昇格。沿線の宅地開発に併せ、妙見線の大規模な線路改良、日生線の建設等を手掛け、鉄道経営でも手腕を発揮した。1981年に社長を退任した後も、死去するまで相談役として能勢電鉄に関わった。
1995年に野球殿堂・特別表彰入り。
1999年5月4日に死去。享年92。

## 詳細情報

### 年度別監督成績
| 年度   | チーム | 試合 | 勝利 | 敗戦 | 引分 | 勝率 |
| ------ | ------ | ---- | ---- | ---- | ---- | ---- |
| 1937秋 | 阪急   | 46   | 15   | 29   | 2    | .341 |
| 1939   | 阪急   | 78   | 45   | 31   | 2    | .592 |
| 通算   | 通算   | 124  | 60   | 60   | 4    | .500 |

### 表彰
- 野球殿堂特別表彰（1995年）[1]